# Haras de Trakehnen
Le haras royal de Trakehnen (de 1731 à 1786 Königliches Stutamt Trakehnen, de 1786 à 1919 Königlich Preußisches Hauptgestüt Trakehnen et de 1919 à fin 1944 Preußisches Hauptgestüt Trakehnen) était le plus grand haras de Prusse, situé au nord-ouest du village de Trakehnen, aujourd’hui Iasnaïa Poliana, dans l’oblast de Kaliningrad en Russie. On y faisait l’élevage du célèbre cheval trakehner. C’était le haras le plus fameux de tout l’Empire allemand. Il fut détruit par les bombardements américains et anglais de l’automne-hiver 1944 et liquidé à l’arrivée de l’Armée rouge, à partir du 17 octobre 1944 par les Allemands, puis en décembre 1944 et janvier 1945 par les soviétiques qui évacuèrent une partie des chevaux dans la région de Rostov-sur-le-Don.

## Historique

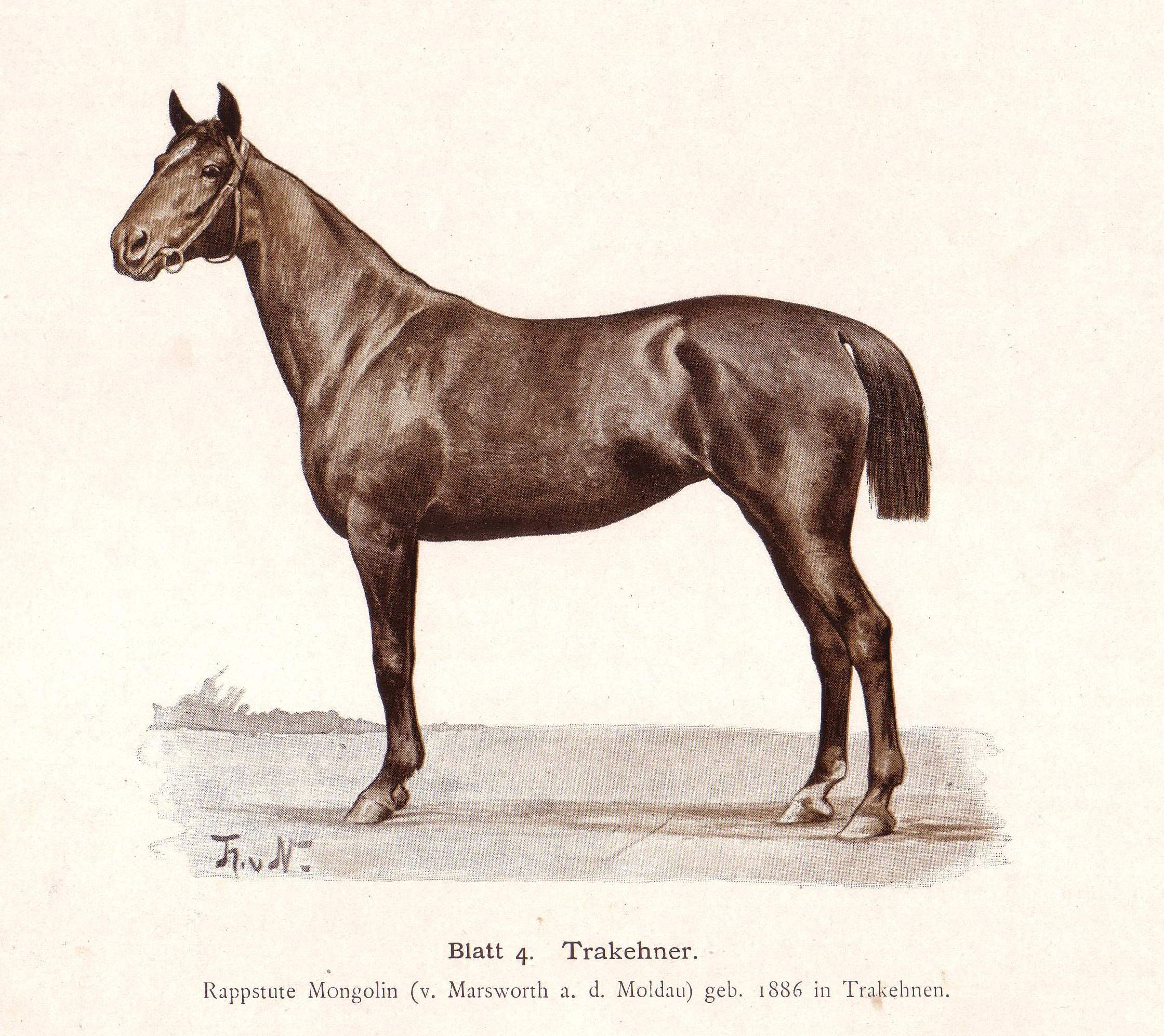
Portrait d’une jument trakehner Mongolin née en 1886

Le village de Trakehnen a été fondé en 1731 sur ordre du roi de Prusse dans un paysage de tourbières qui ont été drainées. Traki signifie tourbière, en allemand dialectal de Prusse. Il fallait élever des chevaux pour la cour et pour l’armée de Prusse.
Le roi-sergent Frédéric-Guillaume Ier de Prusse décide le 11 juin 1731 de créer le village avec un haras qui réunit tous les haras existants de la province de Prusse-Orientale. Celui-ci se trouve dans un domaine le long de la rivière Pissa, entre Stallupönen et Gumbinnen, près de la forêt de Romint (Rominter Heide) qui servait de domaine de chasse aux grands-ducs de Lituanie autrefois. Le roi-sergent fit détourner les cours de la Pissa et du Rodupp et six-cents soldats de la garnison de Memel furent chargés de bâtir en un temps record, six mois, les bâtiments et d’assainir les terres. Des colons protestants, chassés de la région de Salzbourg, y furent installés.
Lorsque le haras est inauguré en mai 1732, il réunit 1 101 chevaux, dont 513 juments poulinières. Du haras dépendent les domaines (Vorwerk en allemand) de Trakehnen, Jonasthal, Bajohrgallen, Gurdszen, Kalpakin, Guddin, Birkenwalde et Janszlauken, qui représentent une étendue de 10 000 morgen.
Le haras est sous l’attention directe du roi qui y envoie son fils Frédéric, qui en devient le responsable lorsque le roi lui en fait don en 1739. Il dépense annuellement la somme colossale de douze mille thalers pour l’entretien du haras royal. Lorsque Frédéric le Grand meurt en 1786, le haras devient propriété du royaume de Prusse et non plus propriété personnelle de la couronne. Il change de nom et devient haras principal du royaume de Prusse et il est dirigé exclusivement par un grand maître des écuries. le village s’étend  et au fil de ans se voit construire un château, un hôpital et une gare de chemin de fer qui relie Trakehnen sur la ligne Königsberg-Eydtkuhnen (devenu Eydtkau en 1938) (alors poste-frontière avec la Russie).
On pouvait admirer devant la maison du grand maître des écuries avant 1914 une statue en bronze du cheval Morgenstrahl sculptée par Reinhold Kuebart (de) qui fut dérobée par les armées impériales russes et envoyée à Moscou. Elle fut remplacée par la statue d’un Loup (venant du haras de Ribarty), elle-même remplacée en 1932 par un autre cheval, Tempelhüter, sculpté par le même Kuebart. Les étalons, les yearlings, les poulains, les juments, les poulinières, etc. étaient dans des écuries séparées avec des prés séparés. Les poulinières étaient réparties par couleur : alezan, bai fondé, noir et un troupeau mélangé. Les vingt étalons reproducteurs principaux étaient installés chacun dans son paddock particulier dans un pavillon individuel, avec son propre pré qui était attenant et était traité comme un individu avec un arbre généalogique remontant loin dans le passé.

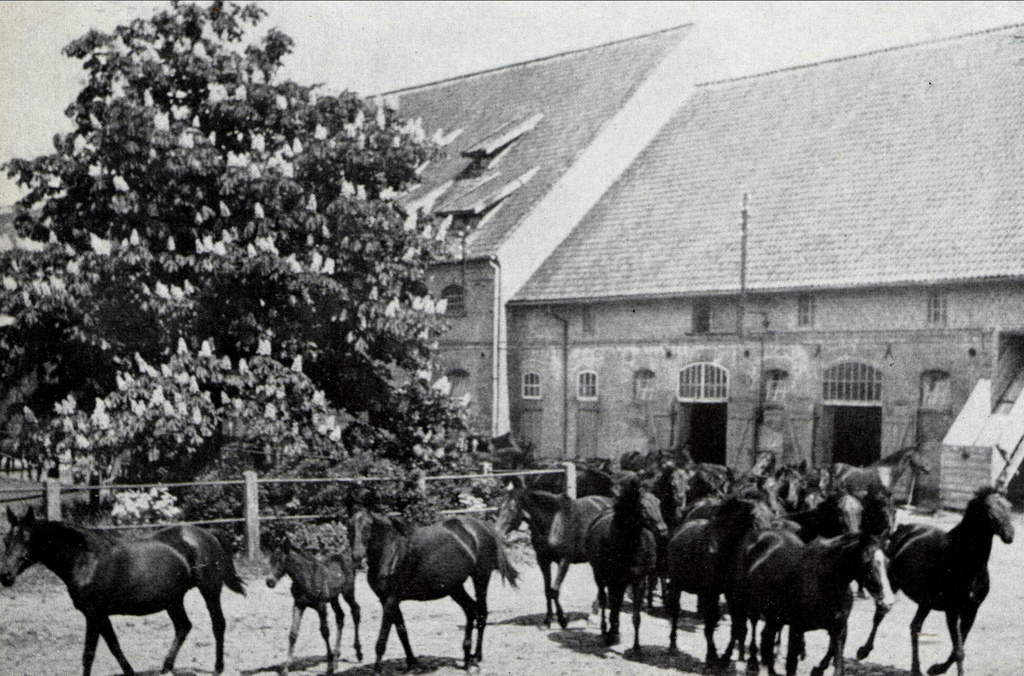
Vue de juments avec leurs poulains à Trakehnen dans les années 1930

L’administration des Vorwerk était dirigée par huit inspecteurs soumis à un inspecteur principal responsable de l’exploitation agricole qui comprenait plus d’un millier de personnes. L’administration du haras en lui-même et de l’élevage était sous la responsabilité du grand maître des écuries, aidé d’un premier assistant et d’une centaine de personnes (du valet d’écurie à la secrétaire administrative). Il y avait aussi deux vétérinaires principaux sous sa responsabilité. Des chasses, des courses de fond et des concours hippiques étaient régulièrement organisés à Trakehnen. Les trakehners de ce haras furent présents comme champions à tous les jeux olympiques à partir de 1912. Ceux de 1936 à Berlin virent concourir six médaillés d’or.

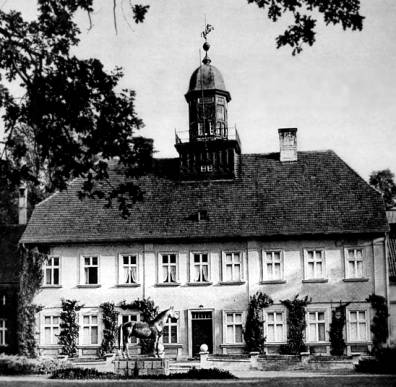
Vue de la maison du grand maître des écuries dans les années 1930

Juste avant la Seconde Guerre mondiale, le haras, qui se trouvait dans l'arrondissement d'Ebenrode, représentait une étendue de 6 033 hectares, dont 3 845 hectares cultivés, 2 427 hectares de prés, 175 hectares de forêt, 73 hectares de parcs et jardins, et 351 hectares de carrières, chemins et bâtiments. Il réunissait quinze domaines (Vorwerk (de)) dont celui de Trakehnen était le principal. On y trouvait alors la maison du grand maître des écuries, avec un clocheton au milieu et un cheval en girouette, l’hôtel Elch, un musée au premier étage des écuries principales des étalons, une maison d’archives, une infirmerie, une poste, etc.
Le haras est évacué à partir du 17 octobre 1944 alors que les bombes anglo-américaines tombent sur la région et que l'armée russe se rapproche. Les chevaux furent évacuées, au trot, vers le haras de Georgenberg, situé à 70 km. Les étalons et les juments furent ensuite dispersés dans différentes stations, dont la plupart étaient situées en zone d'occupation russe, et où ils furent le plus souvent abattus pour servir de nourriture. Le directeur du haras, le docteur Ernest Ehlert, était toutefois parvenu en septembre 1944, de sa propre initiative, à mettre une quinzaine d'étalons et 150 juments pleines à l'abri plus à l'ouest. Les chevaux qui étaient chez des agriculteurs ne résistèrent pas pour la plupart à l'exode des allemands qui les obligea à traverser la mer du Nord gelée. À la fin de la guerre, il ne reste plus que 60 étalons trakehners dans le monde.
Le dernier trakehner de race pure est un étalon, nommé Keith, né au haras en 1941 qui mourut en novembre 1976 en Basse-Saxe à Gilten.

## Aujourd’hui

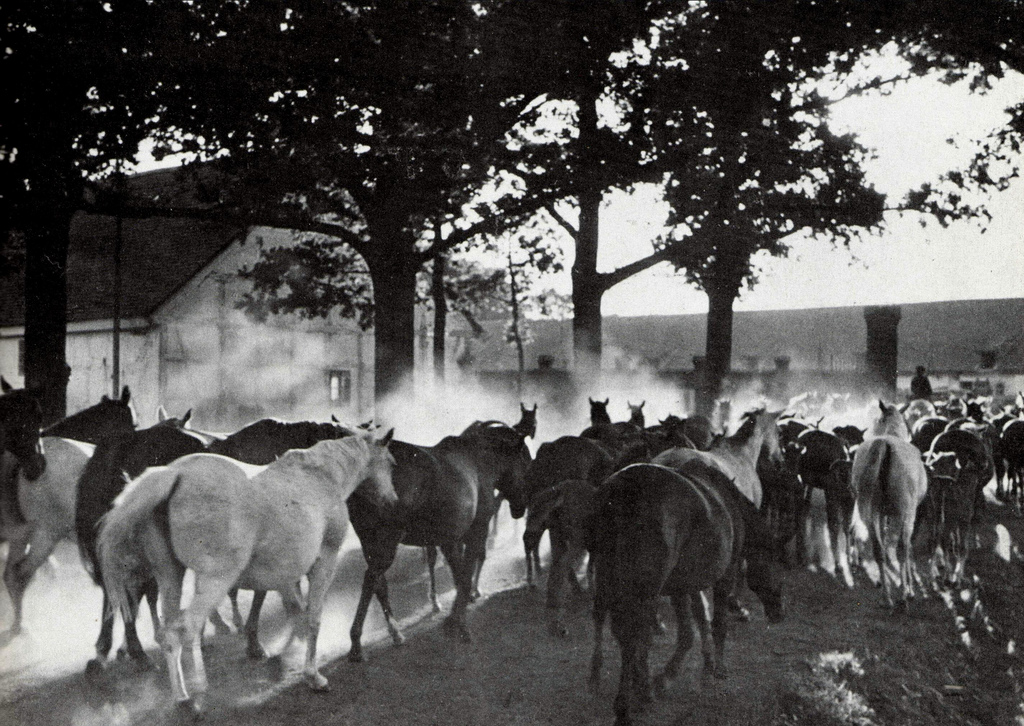
Trakehners avant la Seconde Guerre mondiale à Trakehnen

Une partie des bâtiments est aujourd’hui propriété privée. Seuls l’ancien bâtiment principal et le portail d’entrée témoignent du passé, les écuries royales ayant depuis longtemps disparu.
Une partie des trakehners a été évacuée au début de l'année 1945 dans la région de Rostov en Russie soviétique, donnant naissance aux haras Kirov qui sont aujourd’hui le plus grand élevage au monde de cette race de chevaux. Il existe depuis 1997 une association russe du trakehner qui rassemble une centaine d’éleveurs. Une grande partie du cheptel (sept cents chevaux) a été évacuée en zone d'occupation britannique en Allemagne et une association des amateurs de trakehners et des chevaux de Prusse-Orientale (ou Deutsch Trakehner Verband) a été fondée en 1947 avec des sélectionneurs. Les chevaux portent le signe des doubles cornes d’élan sur le flanc gauche. Cette race a connu un regain de popularité dans le monde entier et l’association est présente dans treize pays.

## Notes

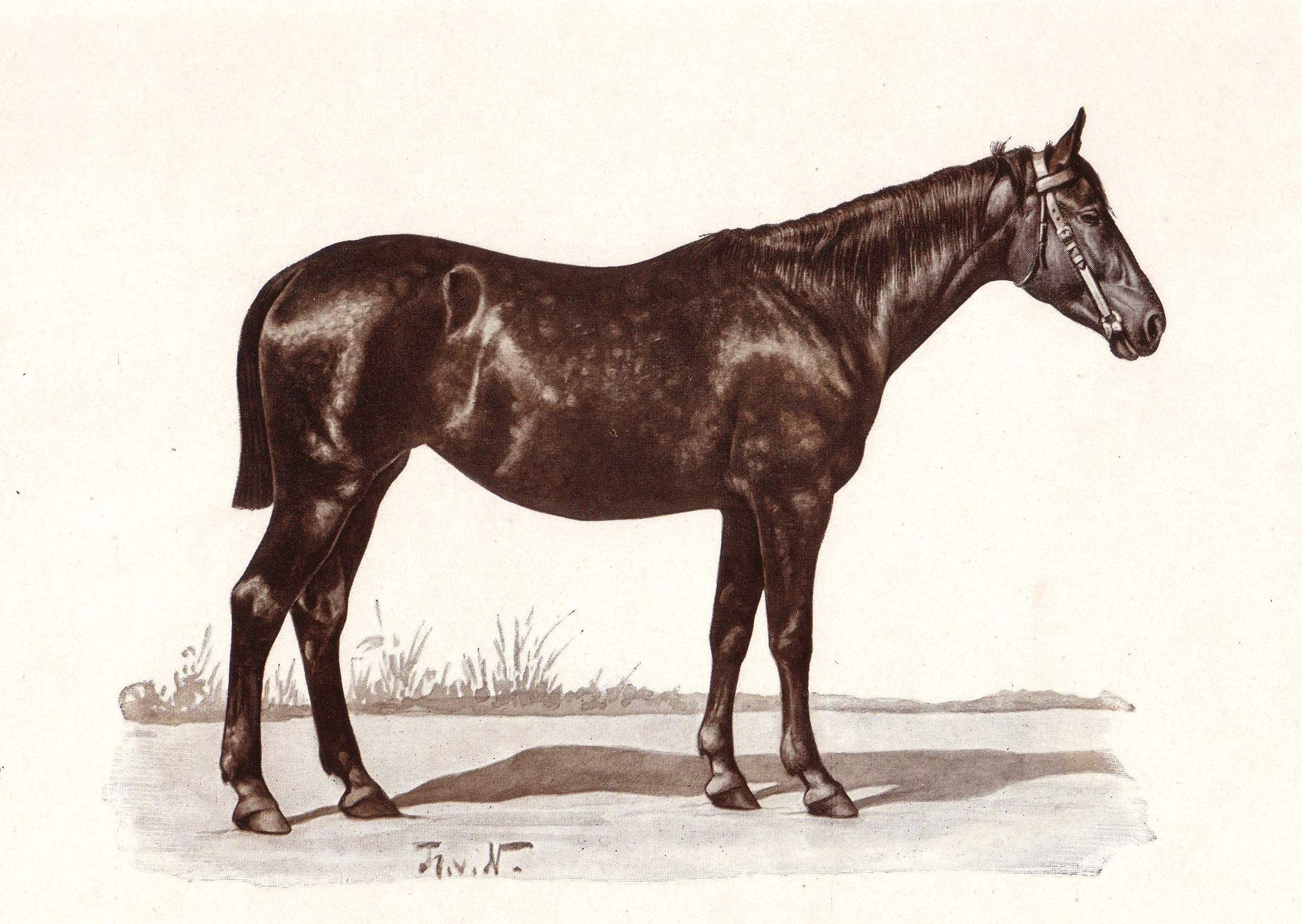
Portrait d’une jument Prusse orientale de race trakehner nommée Sonne, née à Weedern en 1889. Seuls les chevaux nés au haras de Trakehnen avaient le droit d’être nommé trakehners ; les éleveurs privés de cette race avaient le droit à la dénomination Prusse orientale